# Kościół Świętych Apostołów Piotra i Pawła w Obórkach

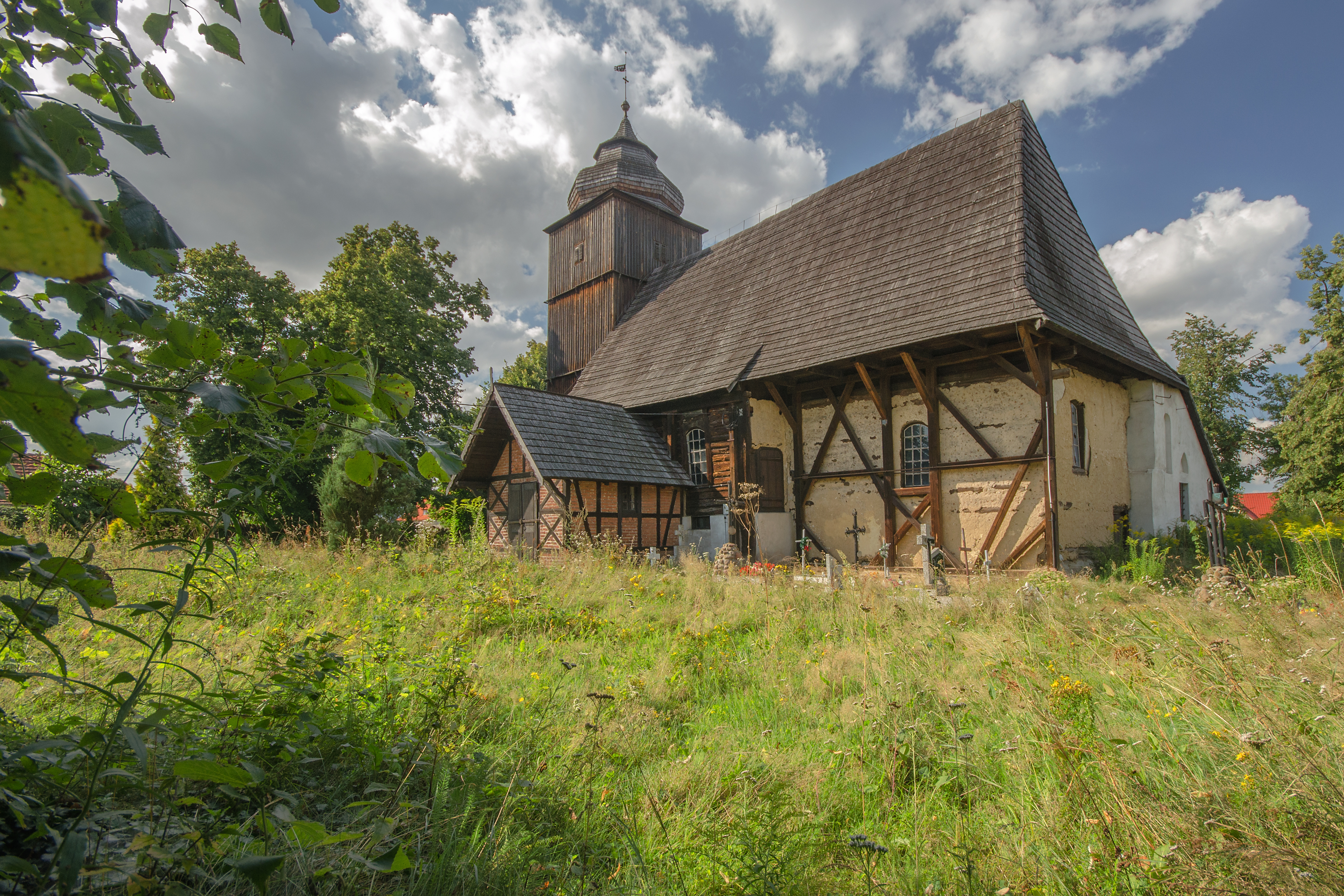
Kościół Świętych Apostołów Piotra i Pawła

Kościół pod wezwaniem Świętych Apostołów Piotra i Pawła – polskokatolicki kościół parafialny w Obórkach. Należy do dekanatu dolnośląskiego diecezji wrocławskiej Kościoła Polskokatolickiego w RP.

## Historia
Kościół zbudowano w XVI w. W latach 1534–1945 ewangelicki. Przebudowywany w 1685. Wieża pochodzi z 1755. Gruntowny remont całego obiektu miał miejsce w 1865. Od 1967 świątynia należy do Kościoła Polskokatolickiego.

## Architektura
Budowla drewniana. Wieża na planie kwadratu, konstrukcji szkieletowej, zwieńczona baniastym hełmem (krytym gontem) z chorągiewką. Nawa o konstrukcji zrębowej, z boczną kruchtą. Nad nawą jednokalenicowy dach kryty gontem. Prezbiterium konstrukcji szkieletowej, zamknięte prostokątnie, z boczną murowaną zakrystią. Wnętrze otynkowane. Na suficie polichromia z 1685 (w postaci kasetonów, rozet i ornamentu roślinnego). Ambona z XVII w. z namalowanymi postaciami czterech ewangelistów. Wewnątrz znajduje się też kamienna, kielichowata chrzcielnica z XVI w. Wokół kościoła mur z kamienia polnego, zbudowany na przełomie XV i XVI w.
Z wyposażenia kościoła pochodzi też XV-wieczny tryptyk, znajdujący się obecnie w muzeum w Brzegu.

## Święta
Główne uroczystości obchodzone są:
- 29 czerwca – w święto Apostołów Piotra i Pawła (patronalne);
- 8 września – w święto Narodzenia Najświętszej Maryi Panny (parafialne).

Kościół wpisano do rejestru zabytków 29 kwietnia 1963 pod nr 679/63.